# Oban-Hügel
Die Oban-Hügel sind eine Hügellandschaft im Südosten Nigerias. Die Hügel erstrecken sich bis in den Südwesten Kameruns.
Seit dem  1. November 1995  stehen die Oban-Hügel auf der Vorschlagsliste zum UNESCO-Welterbe.

## Geographie
Der Cross-River-Nationalpark im Südosten von Nigeria wird in zwei nicht aneinandergrenzende Sektionen unterteilt.
Der nördliche Teil Bosh/Okwongwo mit ca. 1000 km² ist ökologisch mit dem Takamanda-Nationalpark in Kamerun verbunden.
Die Oban Division mit ihren Hügeln gehört zum südlichen Teil des Parks. Mit rund 3000 km² stellt dieser Teil des Parks den größeren Teil des Cross-River-Nationalparks dar. Ähnlich wie Bosh/Okwongwo erstrecken sich die Oban-Hügel über binationales Gebiet. Auf der Seite Kameruns sind sie Teil des Korup-Nationalparks.

## Geologie
Schon 1901 wurde von einem gewissen John Parkinson, B.A., F.G.S. im Quarterly Journal of the Geological Society ein Artikel zu Geologie der Orban-Hügel veröffentlicht. Er kam zu den Schlüssen:
- Die Orban-Hügel bestehen aus ausgedehnten Ausläufern von kristallischem Gestein. Im damaligen britischen Territorialgebiet gibt es zusätzlich Kreideformationen und Sedimentgesteine.
- Das kristalline Gestein  wird in zwei Gruppen unterteilt. So gibt es sie entweder mit Schichtgefüge (Foliation) oder ohne.
- Erster bestehen aus säurehaltigen Orthogneisen, welche die Tendenz haben die Schichtgefüge in Granit zu verwandeln.

Einer Kalium-Argon-Datierung aus dem Jahre 1999 mit metamorphem Gestein aus dem Oban-Massif ergab folgendes Alter:
- Amphibolit 592 bis 930 Ma
- Lagengneis 492 bis 538 Ma
- Granodioritgneis 502 Ma
- Schiefer 514 bis 519 Ma
- Charnockit 481 Ma

Während frühere Rubidium-Strontium-Datierungen bzw. Blei-Blei-Datierungen zu dem Schluss kamen, der Lagengneis wäre in der Zeit Neoproterozoikum entstanden, datiert man sie heute in die Zeit der Cadomischen Orogenese.

## Biodiversität

### Flora
Mindestens 1568 verschiedene Pflanzen kann man in den Hügeln von Oban finden. 77 der Pflanzen sind endemisch. Zu den Pflanzen gehören epiphytische Farne sowie zahlreiche Orchideen. Bäume, die man in Oban findet, sind u. a. Afzelia (Camholz), Ebenholzbäume und Mahagonigewächse. Andere typisch vorkommende Bäume sind Berlinia confusa aus der Familie der Johannisbrotgewächse, Coula edulis  aus der Familie der Olacaceae, Hannoa klaineana aus der Familie der Bittereschengewächse, Klainedoxa gabonensis aus der Familie der Irvingiaceae, Khaya ivorensis aus der Familie der Khaya und Lophira alata aus der Familie der Grätenblattgewächse.

### Fauna
Mindestens 75 Tierarten wurde im Gebiet entdeckt. Darunter sind Waldelefanten (Loxodonta cyclotis), Schimpansen, Drills, Preuss-Stummelaffen und Afrikanischer Büffel.
Mindestens 282 Vögel wurden inventarisiert. In einem biologischen Gutachten aus dem Jahre 2003 wurden auf den Hügeln des Aking und Ndebiji u. a. der Olivenibis (Bostrychia olivacea), die Rotfußralle (Himantornis haematopus), der Austernfischer (Haematopus ostralegus), der Kronenadler (Stephanoaetus coronatus), der Prachtkauz (Glaucidium sjostedti) und der Olivkuckuck (Cercococcyx olivinus) gesehen.
Außerdem wurden 42 Schlangenarten entdeckt.

## Umwelt
Wie fast im gesamten afrikanischen Regenwald stellt das Wildern ein massives Problem in der Oban Division dar. Göttinger Wissenschaftler versuchen deshalb in einem geförderten Projekt das Wildern zu minimieren ohne die Interessen der Bevölkerung zu vernachlässigen. Ähnliche Forschungen gab es auch 2008 in Nigeria, als das Spannungsfeld zwischen zukunftsfähigem Einkommen und Erhalt der Umwelt als Teil des Wildtierfleischhandels untersucht wurde.